# منتخب فنزويلا للكرة اللينة للرجال
منتخب فنزويلا للكرة اللينة للرجال (بالإسبانية: Selección de sóftbol de Venezuela)‏ هو ممثل فنزويلا الرسمي في المنافسات الدولية في الكرة اللينة .